# Ludwig Koch
Ludwig Koch, född 1901 i Kassel, var en tysk psykolog som under 1930-talet bland annat intresserade sig för inlärningsprocesserna vid utbildning av morsetelegrafister.